# Seppe Odeyn
Seppe Odeyn (20 de marzo de 1987) es un deportista belga que compite en duatlón. Ganó cinco medallas en el Campeonato Mundial de Duatlón de Larga Distancia entre los años 2015 y 2024, y una medalla en el Campeonato Europeo de Duatlón de Larga Distancia de 2016.

## Palmarés internacional
| Campeonato Mundial | Campeonato Mundial     | Campeonato Mundial | Campeonato Mundial |
| Año                | Lugar                  | Medalla            | Prueba             |
| ------------------ | ---------------------- | ------------------ | ------------------ |
| 2015               | Zofingen (Suiza)       | Medalla de plata   | Individual         |
| 2016               | Zofingen (Suiza)       | Medalla de oro     | Individual         |
| 2017               | Zofingen (Suiza)       | Medalla de plata   | Individual         |
| 2021               | Zofingen (Suiza)       | Medalla de oro     | Individual         |
| 2024               | Zofingen (Suiza)       | Medalla de plata   | Individual         |
| Campeonato Europeo |                        |                    |                    |
| Año                | Lugar                  | Medalla            | Prueba             |
| 2016               | Copenhague (Dinamarca) | Medalla de plata   | Individual         |